# 1,2-dicloro-1,2-difluoroetene
L'1,2-dicloro-1,2-difluoroetene, o freon 1112, è un alchene cloro-fluorurato avente formula C2F2Cl2.

## Applicazioni
L'1,2-dicloro-1,2-difluoroetene è un gas compresso liquefatto appartenente alla classe delle olefine cloro-fluorurate. La presenza del doppio legame all'interno della molecola la rende instabile in atmosfera ovvero non è in grado di distruggere lo strato di ozono.
Trova applicazione come:
- Solvente bassobollente per molecole apolari;
- Fluido refrigerante;
- Schiumogeno per poliuretani[2] in sostituzione dell'HCFC-141b;
- Reagente chimico per la produzione di eteri alogenati[3], diossolani alogenati[4], freon 114 (1,2-dicloro-1,1,2,2-tetrafluoroetano) o 1,2-dibromo-1,2-dicloro-1,2-difluoroetano.

Viene normalmente prodotto e usato come miscela di isomeri cis e trans. Una via di sintesi chimica praticabile in laboratorio consiste nella declorurazione selettiva del freon 112 (1,1,2,2-tetracloro-1,2-difluoro-etano) con zinco in etanolo a riflusso.